# Walter Clopton Wingfield
Pour les articles homonymes, voir Wingfield.
Le Major gallois Walter Clopton Wingfield (16 octobre 1833 – 18 avril 1912) est considéré comme l'inventeur du lawn tennis en 1874.
Il est membre de l’International Tennis Hall of Fame depuis 1997.